# Qaradağlı (Ağdaş)
Qaradağlı è un comune dell'Azerbaigian situato nel distretto di Ağdaş. Conta una popolazione di 1 259 abitanti.